# フラン (パイ)
イギリス料理においてフラン（flan）とは、カスタード料理の一種で、上部が開いており縁のあるペストリーやスポンジの土台に、甘い、または甘くない詰物を入れたもの。例としては、ベーコンエッグフランやカスタードタルトなどがある。

## 歴史
フランは、ローマ料理として知られている。「ウナギのフラン」のように総菜であることが多かったものの、甘いフランも好まれていた。
中世の欧州では、甘いフラン（アーモンドやシナモン、砂糖）と総菜フラン（チーズや凝乳、ほうれん草、魚）の両方が、特に肉食が禁じられていた四旬節の期間に広く親しまれていた。

## 語源
英語の"flan"、及び初期にみられる形式である"flaune"や"flawn"は、古フランス語の"flaon" (現代フランス語の"flan") に由来しており、さらに印欧語族の語源で「平らな」や「広い」を意味するゲルマン語派起源の中世初期ラテン語、"fladō" (対格は"fladōnem") に由来する。 

## 参照
1. ↑  Olver. “history notes - puddings”. The Food Timeline. 2018年5月9日時点のオリジナルよりアーカイブ。2018年5月9日閲覧。
2. ↑  Oxford English Dictionary, 2nd Edition (1989); Petit Robert 1973.